# GSC3622-2087
GSC3622-2087 — хімічно пекулярна зоря спектрального класу A0, що має видиму зоряну величину в смузі V приблизно  9,2.
Вона  розташована на відстані близько 1194,7 світлових років від Сонця.

## Пекулярний хімічний склад
Зоряна атмосфера GSC3622-2087 має підвищений вміст 
Si
.